# Рутілій Тавр Еміліан Палладій
Рутілій Тавр Еміліан Палладій (лат. Rutilius Taurus Aemilianus Palladius; IV століття) — письменник часів пізньої Римської імперії.

## Життя та творчість
Про Рутілія мало відомостей. За деякими версіями він мав римо-галльське походження. Був доволі освіченою людиною, мав класичну освіту (про це свідчить його творчість). Мешкав в Італії, де мав власний маєток.
Відомий працею з сільського господарства «De Re Rustica» (або «Opus agriculturae») у 14 книгах. Тут докладно описує роботи, які необхідно здійснювати кожного місяця для гарного врожаю. Також приділяється увага питання ветеринарії (в останній книзі). Подається інструкція з обробки дерев. У своїй праці Палладій використовував твори Марка Порція Катона Старшого, Марка Теренція Варрона, Колумелли та Гаргілія Марціала, а також власний досвід.